# Szronka
Szronka [pronunciación en polaco: /ˈʂrɔŋka/] es un pueblo ubicado en el distrito administrativo de Gmina Kuczbork-Osada, dentro del Condado de Żuromin, Voivodato de Mazovia, en el este de Polonia central. Se encuentra aproximadamente a 16 kilómetros al noreste de Żuron y a 123 kilómetros al noroeste de Varsovia.